# Caseta típica (Alcarràs)
La Caseta típica és una obra d'Alcarràs (Segrià) inclosa a l'Inventari del Patrimoni Arquitectònic de Catalunya.

## Descripció
Típica caseta entre mitgeres de planta baixa i pis, on es barregen tots els elements constructius populars: base de les parets de pedra (restes de les muralles), portal d'arc rebaixat, parets de terra cuita, tobes i totxo modern, emmarcaments de les finestres fets amb pedra; per la coberta teula àrab.